# Adnan Aganović
Adnan Aganović (Dubrovnik,  3. listopada 1987.) hrvatski je nogometaš koji trenutačno nastupa za grčku AEL Limassol Igra na obje strane veznoga reda ili na poziciji tradicionalnog broja 10.

## Klupska karijera
Aganović je započeo svoju profesionalnu karijeru nastupajući za hrvatske klubove Dubrovnik 1919, GOŠK Dubrovnik i Trogir.
U Prvoj hrvatskoj nogometnoj ligi igrao je za Međimurje i Varteks, nastupajući za Varteks u kvalifikacijama za Europsku ligu u sezoni 2011./2012., u trećem pretkolu kvalifikacija bio je strijelac i asistent u utakmici protiv bukureštanskog Dinama. Nakon Varteksa igrao je za slovenskog prvoligaša Koper, gdje se je afirmirao u jednog od najboljih ofenzivnih veznih igrača u tom dijelu Europe. U idućoj sezoni vratio se u Prvu hrvatsku nogometnu ligu u redove Istre 1961 gdje je nastavio svoj napredak. U sezoni 2013./2014. prešao je u redove rumunjskog prvoligaša Brasova.
Nakon dvije sezone u Brasovu, na početku sezone 2015./2016. potpisao je za rumunjskog prvoligaša Viitorul Constanţu, gdje bi trebao biti jedan od najvažnijih igrača. U zimskoj pauzi sezone 2015/2016., nakon što je bio jedan od najboljih igrača Viitorula, potpisao je za ciparski AEL Limassol. U lipnju 2016., nakon polusezone provedene na Cipru, vraća se u Rumunjsku te potpisuje za najveći i najtrofejniji rumunjski klub Steauu Bukurešt. Nakon što je polusezonu odradio u Steauai i imao priliku igrati u doigravanju Lige prvaka protiv Manchester Cityja, u zimskom prijelaznom roku sezone 2016/17. prelazi u grčku Larissu.

## Vanjske poveznice
- Profil  Arhivirana inačica izvorne stranice od 26. rujna 2013. (Wayback Machine), hrsport.net
- Profil, hrnogomet.com
- (engl.) Profil, transfermarkt.co.uk
- (engl.) Profil, soccerway.com